# Gonnario II de Lacon-Serra
 Gonnario II de Lacon-Serra Juge d'Arborée vers 1120-1126.

## Hypothèses
On dispose de très peu d'information certaines sur Gonnario II de Lacon-Serra. On considère désormais qu'il est peut-être le fils d'un certain Pietro frère putatif du Juge Mariano Ier de Lacon-Gunale et sans doute également le père de Comita II d'Arborée et d'Orzocorre [III]
Il épouse Elena, une fille de Comita Ier d'Orrù ou d'Orvù dont il a une fille nommée également Elena et un fils Costantino Ier, qui lui succède.